# Rapsodie nègre
Rapsodie nègre, FP 3, es una obra de 1917 de Francis Poulenc para flauta, clarinete, cuarteto de cuerda, barítono y piano. Fue la primera obra del compositor en ser interpretada públicamente.
La pieza consta de cinco movimientos, tres de ellos puramente instrumentales; el interludio central es para barítono y piano, y en el final participan todos los ejecutantes. Está dedicada a Erik Satie.

## Historia
En 1917 un joven Poulenc de 18 años, que en aquel entonces era un alumno de Ricardo Viñes, había compuesto un número desconocido de las obras. Su biógrafo Carl Schmidt lista dos piezas que se sabe fueron sido destruidas por el compositor, "Processional pour la crémation d'un mandarín" (1914) y Preludios (1916), ambos para piano solo. El arte africano estaba de moda en París en ese entonces, y Poulenc se topó con algunos versos, Les Poésies de Makoko Kangourou, editados supuestamente por Marcel Prouille y Charles Moulié; los versos eran supuestamente de Liberia, pero eran un engaño, lleno de tonterías y jerga parisina. Poulenc eligió para el interludio vocal y el final el siguiente extracto:
Honoloulou, pota lama!

Honoloulou, Honoloulou,

Kati moko, mosi bolou

Ratakou sira, polama!

Wata Kovsi mo ta ma sou

Etcha pango, Etche panga

tota nou nou, nou nou ranga

lo lo lulu ma ta ma sou.

 

Pata ta bo banana lou

mandes Golas Glebes ikrous

Banana lou ito kous kous

pota la ma Honoloulou.

La obra se estrenó el 11 de diciembre de 1917, en uno de una serie de conciertos de música contemporánea organizados por el cantante Jeanne Bathori en el Théâtre du Vieux-Colombier. Poulenc más tarde recordó las circunstancias de la primera actuación:
En el último minuto el cantante tiró la toalla, diciendo que era demasiado estúpido y que no quería que le tomaran por tonto. De forma bastante inesperada, parapetado detrás de un gran atril, tuve que cantar que interludio de mí mismo. Como iba vestido de uniforme, ¡se podrá imaginar el inusual efecto producido por un soldado berreando canciones en pseudo-malgache!
La Rapsodie fue un éxito inmediato, y se interpretó varias veces a lo largo de los próximos años en diferentes lugares de París. El trabajo obtuvo la aprobación de compositores como Erik Satie, a quien está dedicada, Maurice Ravel e Igor Stravinski, que estuvo tan impresionado que le consiguió a Poulenc un contrato con un destacado editor de música.

## Estructura
La obra, que tiene una duración de unos diez u once minutos, se compone de cinco secciones:
- Prélude – Modéré

Un suave ritmo de apertura, en 4
 4, que conduce al segundo movimiento.
- Ronde – Très vite

Este movimiento tiene el inusual compás de 8
 8. El crítico James Harding, la describe como «sin aliento ... una sofisticada versión parisina de una danza tribal».
- Honoloulou – Vocal Interlude – Lent et monotone

Los vientos y el cuarteto de cuerdas no tocan en este movimiento. Está en compás de 2
 4; el barítono, acompañado por el piano, canta un estúpido verso que, en palabras de Harding, es «una frase monótona decreciente imposible de quitarse de la cabeza».
- Pastoral – Modéré

Un suave movimiento en compás ternario.
- Final – Presto et pas plus

El mayor de los movimientos, en un agitado 2
 4, interrumpido por una breve repetición del lento solo del barítono en el Interludio.